# River Bray
River Bray är ett vattendrag i Storbritannien.   Det ligger i riksdelen England, i den södra delen av landet, 270 km väster om huvudstaden London.